# L'amante cabala
L'amante cabala è un intermezzo comico per musica in tre parti di Carlo Goldoni, musicato da Giacomo Maccari e rappresentato per la prima volta a Venezia nel 1736.
Il verbo cabalare deriva da cabala nel significato di imbroglio.

## Trama
Filiberto è uno scapestrato imbroglione che corteggia contemporaneamente la vedova Lilla e la giovane Catina. Le due donne si mettono d'accordo e, mascherate, riusciranno a sbugiardare l'infido Filiberto.